# Claude Gaspard Bachet de Méziriac

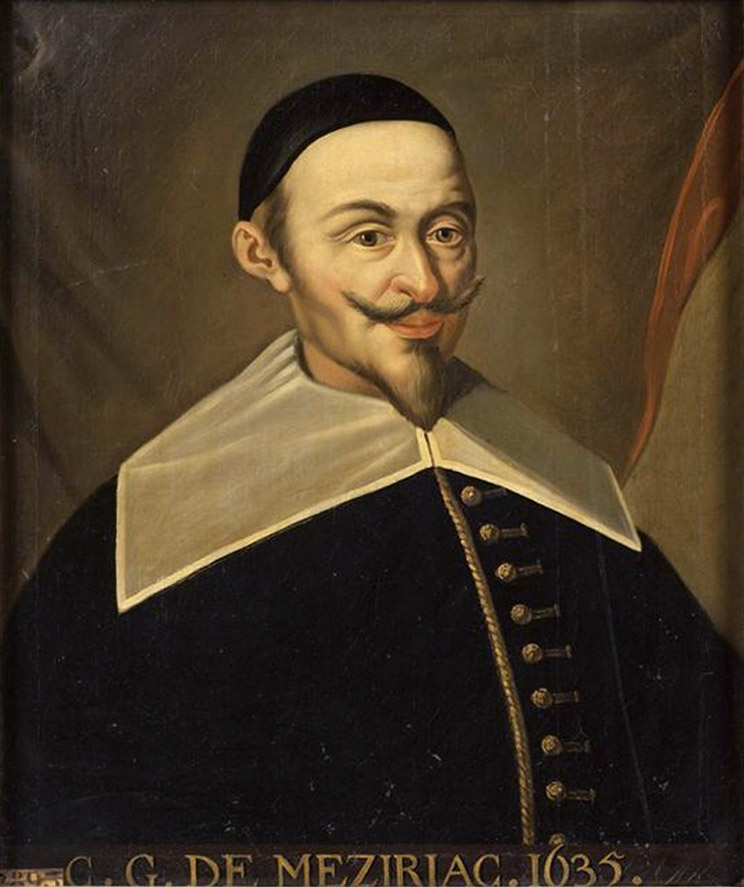
Claude Gaspard Bachet de Méziriac

Claude Gaspard Bachet de Méziriac (* 9. Oktober 1581 in Bourg-en-Bresse; † 26. Februar 1638) war ein französischer Mathematiker.

## Leben
Bachet war ein Schüler und Freund des Jesuiten-Mathematikers Jacques de Billy (1602–1679) in der Jesuiten-Hochschule von Reims und schrieb eine interessante Sammlung von arithmetischen Tricks und Fragen aus der Unterhaltungsmathematik, die Problèmes plaisans et délectables, qui se font par les nombres, deren erste Ausgabe 1612, die zweite und erweiterte Ausgabe 1624 erschien. Eines der Rätsel war z. B.: „Wie müssen die Maße der vier Standardgewichte einer Balkenwaage lauten, um alle ganzzahligen Gewichte von 1 bis 40 Gramm wiegen zu können?“ In der zweiten Auflage bewies er zudem das Lemma von Bézout (als Proposition XVIII) 142 Jahre bevor es von Bézout publiziert wurde.

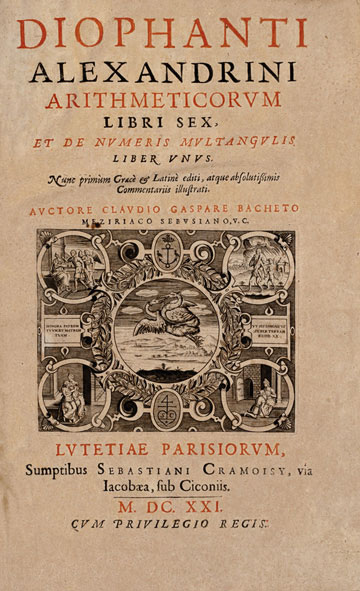
Titelseite der lateinischen Übersetzung von Diophantus Arithmetica von 1621 von Claude Gaspard Bachet de Méziriac

Er übersetzte 1621 auch die Arithmetica von Diophant von Alexandrien aus dem Griechischen ins Latein und versah sie mit Kommentaren. In diese schrieb Fermat seine berühmte Randnotiz zum Beweis des später so genannten Großen Satzes. Bachet beschäftigte sich auch mit der Lösung von unbestimmten Gleichungen, mit Zahlentheorie und der Konstruktion von magischen Quadraten. Nach ihm ist eine Gleichung aus dem Bereich der Zahlentheorie, die Bachet-Gleichung, benannt. 
1601 wurde er für ein Jahr Mitglied des Jesuitenordens, 1612 heiratete er und 1635 wurde er zum Mitglied der französischen Akademie gewählt.

## Schriften
- Problèmes plaisans et delectables, qui se font par les nombres: Partie recueillis de diuers autheurs, & inuentez de nouueau auec leur demonstration. Tres-vtiles pour toutes sortes de personnes curieuses, qui se seruent d'Arithmetique. Lyon: Pierre Rigaud, 1612. 21624.
- Diophanti Alexandrini Arithmeticorvm Libri Sex. Et De Nvmeris Mvltangvlis Liber Vnvs. Nunc primum Graece & Latine editi atque absolutissimis Commentariis illustrati. Paris: Hieronymous Drovart, 1621.